# Hold Your Horses (film 1921)
Hold Your Horses è un film muto del 1921 diretto da E. Mason Hopper e prodotto dalla Goldwyn Pictures Corporation che aveva come interpreti Tom Moore, Naomi Childers, Sylvia Ashton, Bertram Grassby, Mortimer E. Stinson e Sidney Ainsworth.
La sceneggiatura di Gerald C. Duffy si basa su Canavan, the Man Who Had His Way, racconto di Rupert Hughes pubblicato in The Saturday Evening Post dell'11 settembre 1909. La storia di Hughes era già stata portata sullo schermo nel 1915 con il film The Danger Signal; venne poi riproposta per lo schermo nel 1936 da Roy Del Ruth con It Had to Happen.

## Trama

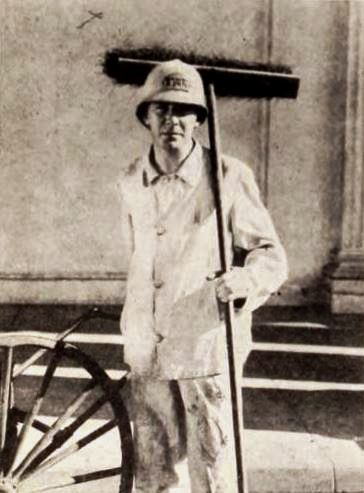
Lo spazzino

Lo spazzino Dan Canavan, un poco raffinato immigrato irlandese, si trova messo sotto gli zoccoli dal cavallo di Beatrice Newness, una bellezza del bel mondo. L'incidente gli lascia sul petto una cicatrice a forma di ferro di cavallo che, da quel momento in poi, gli porterà fortuna. Scopre di avere il potere di controllare la gente e, usandolo, si dà alla politica, diventando ben presto il padrone della città, fino a sposare la donna i cui cavalli, nella sua vita precedente, lo calpestavano. E quando lei, alla fine, si stanca dei suoi modi rozzi e sta per lasciarlo, lui la riconquista facendole vedere quello che vale realmente al di fuori di ogni apparenza.

## Produzione
La lavorazione del film, prodotto dalla Goldwyn Pictures Corporation, durò da inizio settembre a inizio ottobre 1920.

## Distribuzione
Il copyright del film, richiesto dalla Goldwyn Pictures Corp., fu registrato il 20 dicembre 1920 con il numero LP15976.

Distribuito dalla Goldwyn Distributing Company, il film fu presentato in prima a New York il 23 gennaio 1921. Il 30 gennaio, fu proiettato anche a Los Angeles.
Non si conoscono copie ancora esistenti della pellicola che viene considerata presumibilmente perduta.